# Behrendorf (Szlezwik-Holsztyn)
Behrendorf (północnofryz. Bjarntoorp, duń. Bjerndrup) – gmina w Niemczech w kraju związkowym Szlezwik-Holsztyn, w powiecie Nordfriesland, wchodzi w skład urzędu Viöl.